# Chris Ngige
Chris Ngige, född 1952 var guvernör i Anambra, Nigeria, från 29 maj 2003 till 17 mars 2006. Hans guvernörskap återkallades av en domstol som beslutade att Peter Obi var valets rättmätige vinnare.